# 陽景霽
陽景霽（？—？），广西灵川人，清朝政治人物。增生出身。
同治六年，擔任廣東廣州府永安縣知縣（現紫金縣知縣）。后由胡鑒接任。同治十一年复任，再次擔任廣東廣州府永安縣知縣（現紫金縣知縣）。后由張勳接任。